# Guindilia
Guindilia é um género botânico pertencente à família Sapindaceae.